# Marsopstraße 4b (München)

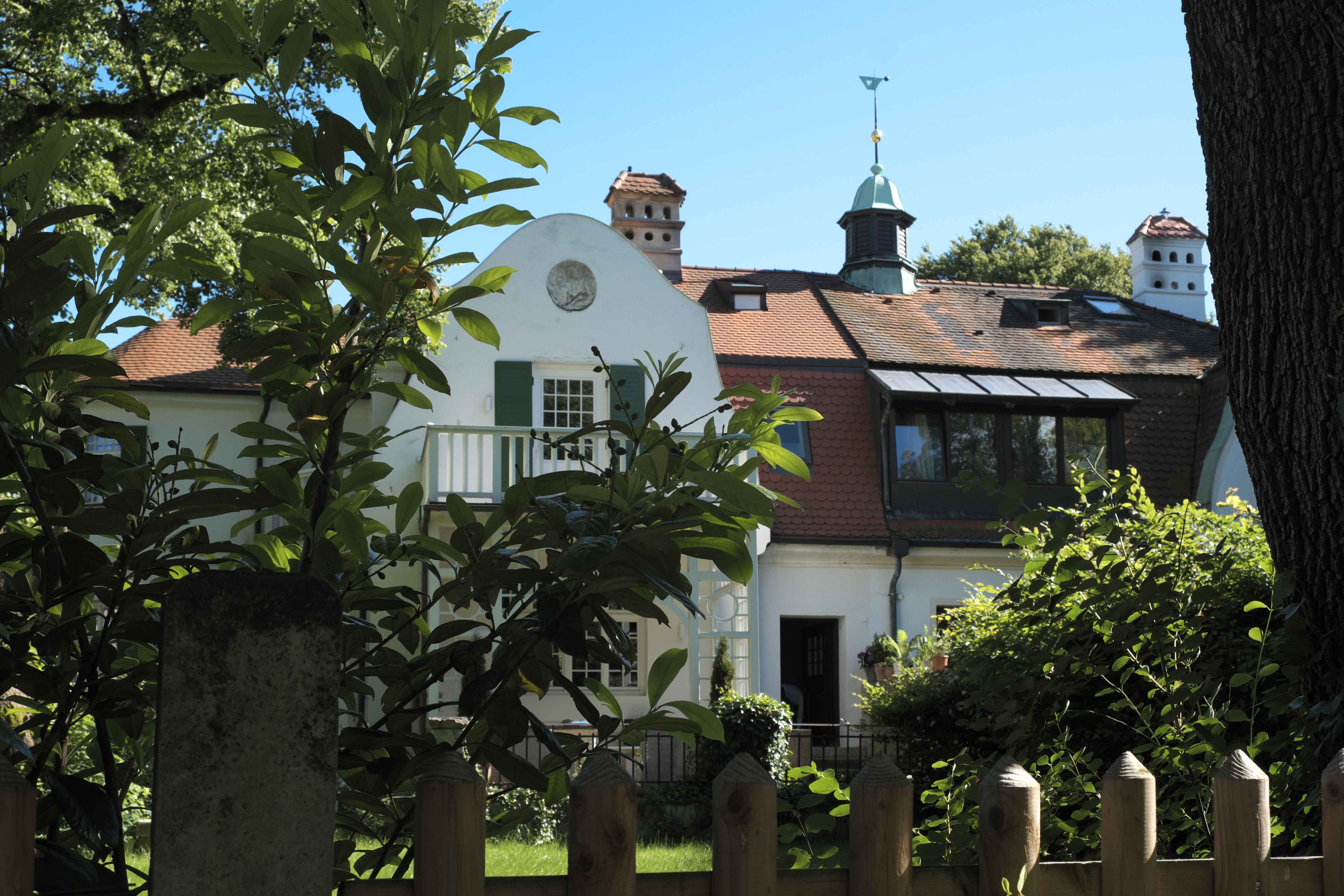
Villa Marsopstraße 4b im Stadtteil Obermenzing von München

Das Gebäude Marsopstraße 4b im Stadtteil Obermenzing der bayerischen Landeshauptstadt München wurde 1894 errichtet. Die Villa, die zur Frühbebauung der Villenkolonie Pasing I gehört, ist ein geschütztes Baudenkmal.
Die Doppelvillenhälfte (siehe auch: Floßmannstraße 37) ist ein zweigeschossiger Mansardgiebeldachbau in Ecklage mit geschwungenem Quergiebel, Dachreiter, Schmuckkamin und halbrundem Anbau, der im historisierenden Stil nach Plänen des Architekten Ludwig Statzner für den Großhändler Wilhelm Floßmann, dem Vater des Bildhauers Joseph Floßmann, errichtet wurde. 